# Équipe cycliste SC Michela Fanini
L'équipe cycliste SC Michela Fanini  est une équipe cycliste féminine italienne. Elle a son siège à Lunata Capannori près de Lucques en Toscane. Elle a été créée en 1999 par Brunello et Piero Fanini en mémoire de la fille du premier : Michela Fanini, coureuse professionnelle italienne décédée d'un accident de la route.

## Histoire de l'équipe

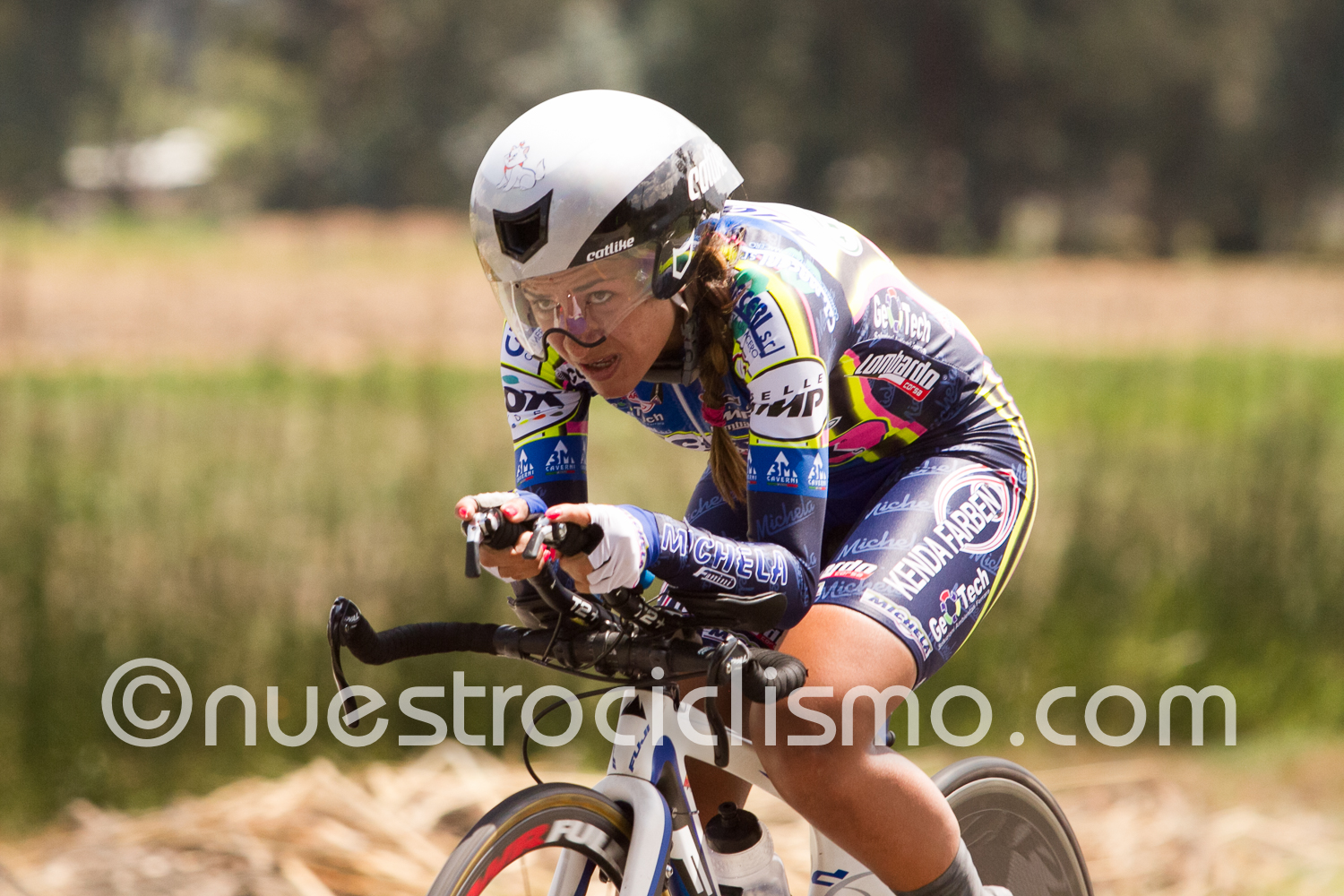
Laura Lozano avec le maillot de l'équipe en 2016

L'équipe SC Michela Fanini Record Rox a été créée en 1999 en mémoire de Michela Fanini, coureuse professionnelle italienne décédée à l'âge de 21 ans d'un accident de la route, dont le père est Brunello Fanini, le président de l'équipe.
Elle a son siège à Lunata Capannori près de Lucques en Toscane.

## Classements UCI
Ce tableau présente les places de l'équipe au classement de l'Union cycliste internationale en fin de saison, ainsi que la meilleure cycliste au classement individuel de chaque saison.
| Année | Classement par équipes | Meilleure coureuse au classement individuel |
| 2000  | ?                      | Zinaida Stahurskaia (10e)                   |
| 2001  | 11e                    | Regina Schleicher (23e)                     |
| 2002  | 10e                    | Regina Schleicher (8e)                      |
| 2003  | 9e                     | Edita Pučinskaitė (5e)                      |
| 2004  | 3e                     | Edita Pučinskaitė (5e)                      |
| 2005  | 10e                    | Annette Beutler (22e)                       |
| 2006  | 18e                    | Annalisa Cucinotta (69e)                    |
| 2007  | 16e                    | Grete Treier (36e)                          |
| 2008  | 22e                    | Rasa Leleivytė (62e)                        |
| 2009  | 11e                    | Tatiana Guderzo (17e)                       |
| 2010  | 13e                    | Grete Treier (46e)                          |
| 2011  | 19e                    | Grete Treier (59e)                          |
| 2012  | 16e                    | Grete Treier (81e)                          |
| 2013  | 20e                    | Evgeniya Visockaya (65e)                    |
| 2014  | 19e                    | Tetyana Riabchenko (61e)                    |
| 2015  | 25e                    | Edwige Pitel (75e)                          |
| 2016  | 25e                    | Edwige Pitel (74e)                          |
| 2017  | 35e                    | Mónika Király (136e)                        |
| 2018  | 35e                    | Olga Shekel (136e)                          |

Le tableau ci-dessous présente les classements de l'équipe sur la Coupe du monde, ainsi que sa meilleure coureuse au classement individuel.
| Année | Classement par équipes | Meilleure coureuse au classement individuel |
| 2000  | -                      | -                                           |
| 2001  | -                      | Regina Schleicher (17e)                     |
| 2002  | -                      | Regina Schleicher (3e)                      |
| 2003  | -                      | Edita Pučinskaitė (14e)                     |
| 2004  | -                      | Edita Pučinskaitė (6e)                      |
| 2005  | -                      | Annette Beutler (28e)                       |
| 2006  | -                      | Annalisa Cucinotta (127e)                   |
| 2007  | 32e                    | Grete Treier (72e)                          |
| 2008  | -                      | -                                           |
| 2009  | -                      | -                                           |
| 2010  | 31e                    | Grete Treier (111e)                         |
| 2011  | -                      | Karin Aune (84e)                            |
| 2012  | 33e                    | Alexandra Burchenkova (103e)                |
| 2013  | -                      | Edwige Pitel (98e)                          |
| 2014  | -                      | -                                           |
| 2015  | -                      | -                                           |

À partir de 2016, l'UCI World Tour féminin remplace la Coupe du monde.
| Année | Classement par équipes | Meilleure coureuse au classement individuel |
| 2016  | -                      | -                                           |
| 2017  | -                      | -                                           |
| 2018  | -                      | ̺ Yevgeniya Vysotska (206e)                  |

## Principales victoires

### Compétitions internationales
Cyclisme sur route
- Championnats du monde : 1
  - Course en ligne : 2009 (Tatiana Guderzo)

### Grands tours
- Tour d'Italie féminin
- Participations : au moins 7 (2003, 2009, 2010, 2011, 2012, 2013, 2014)[5]
  - Victoires d'étapes : 
    - 1 en 2004 : Edita Pučinskaitė

  - Podium : 1
    - 2003 (Edita Pučinskaitė)

### Championnats nationaux
Cyclisme sur route
- Championnats d'Estonie : 10
  - Course en ligne : 2007, 2011, 2012 (Grete Treier), 2013, 2014 (Liisi Rist)
  - Contre-la-montre : 2007, 2011, 2012 (Grete Treier), 2013, 2014 (Liisi Rist)
- Championnats d'Éthiopie : 1
  - Contre-la-montre : 2016 (Eyerusalem Kelil)
- Championnats de France : 1
  - Course en ligne : 2016 (Edwige Pitel)
- Championnats de Hongrie : 4
  - Course en ligne : 2016 et 2017 (Mónika Király)
  - Contre-la-montre : 2016 et 2017 (Mónika Király)
- Championnats d'Israël : 1
  - Course en ligne : 2011 (Ellah Michal)
- Championnats d'Italie : 1
  - Course en ligne : 2009 (Monia Baccaille)
- Championnats du Mexique : 1
  - Contre-la-montre : 2011 (Verónica Leal Balderas)
- Championnats de Suède : 1
  - Critérium : 2007 (Sara Mustonen)
- Championnats d'Ukraine : 2
  - Course en ligne : 2010 (Nina Ovcharenko)
  - Contre-la-montre : 2014 (Tetyana Riabchenko)

## Encadrement de l'équipe
L'équipe est dirigée par Piero Fanini et Brunello Fanini. Le premier a été directeur général de l'équipe de 2006 à 2014, le second est représentant de l'équipe auprès de l'UCI depuis 2006. En 2006 et 2007, Lido Saletti est également directeur général. Antonio Fanelli est adjoint à la direction en 2006. Il est remplacé l'année suivante par Gianluigi Barsottelli qui reste à ce poste jusqu'en 2009. Paolo Baldi est directeur de l'équipe en 2008. En 2009, Alfonso Mottola le remplace et reste jusqu'en 2010. À partir de cette dernière année, Gianfranco Miele devient directeur de l'équipe, tandis que Lido Francini devient adjoint. En 2011, ce dernier est remplacé par Alberto Alessandri qui reste jusqu'en 2012. Roberto Lencioni remplace Mottola et reste deux ans. En 2012, Miele n'est plus dans l'équipe de direction. En 2013, Lencioni part. Giuseppe Lanzoni devient directeur sportif et Alessandri est remplacé par Lido Saletti. L'équipe dirigeante est identique en 2014 et 2015, même si cette dernière année Giuseppe Lanzoni devient officiellement directeur sportif. En 2016, Antonio Fanelli est directeur sportif. Il est assisté de Piero Fanini et de Lido Saletti. En 2017, Piero Fanini est directeur sportif, ses adjoints sont Pietro Cesari et Mirko Puglioli.
En 2015, les vice-présidents de l'équipe sont Angelo Giannini et Leonelo Stephani. La secrétaire est Daniela Fanini. Le docteur est Stephano Bianchi, les masseurs Vittorio Nuanziati et Christian Michelotti, les mécaniciens Mauro Gambaro et Armando Gialdini. Le responsable presse est Maurizio Tintori. Les accompagnateurs sont Paolo Guidi, Piero Pucci et Vittorio Tabarracci.

## Partenaires
Le partenaire principal de l'équipe est depuis 1999, le fabricant de chaussures Rox. Les cycles sont fournis par la marque Lombardo et montés avec des groupes Shimano.

## SC Michela Fanini en 2019

### Arrivées et départs
| Arrivées | Équipe 2018 |
| -------- | ----------- |

| Départs            | Équipe 2019             |
| ------------------ | ----------------------- |
| Elisa Dalla Valle  | Top Girls Fassa Bortolo |
| Mónika Király      | Servetto Footon         |
| Greta Marturano    | Top Girls Fassa Bortolo |
| Olga Shekel        | Astana Women's          |
| Yevheniya Vysotska | Servetto Footon         |

## SC Michela Fanini en 2018

### Arrivées et départs
| Arrivées        | Équipe 2017                  |
| --------------- | ---------------------------- |
| Sara Barbieri   | Giusfredi Bianchi            |
| Lilibeth Chacón | Amateur (Cycling Girls Team) |
| Leonora Geppi   | Néo-professionnelle          |
| Greta Marturano | Néo-professionnelle          |
| Olga Shekel     | Amateur                      |

| Départs | Équipe 2018 |
| ------- | ----------- |

### Effectif
| Effectif 2018      | Effectif 2018     | Effectif 2018 | Effectif 2018                               |
| Cycliste           | Date de naissance | Pays          | Équipe précédente                           |
| ------------------ | ----------------- | ------------- | ------------------------------------------- |
| Francesca Balducci | 1 mai 1996        | Italie        |                                             |
| Sara Barbieri      | 29 juin 1991      | Italie        | Giusfredi-Bianchi (2017)                    |
| Anna Ceoloni       | 8 octobre 1991    | Italie        | Servetto Footon (2016)                      |
| Lilibeth Chacón    | 1 mars 1992       | Venezuela     | Cycling Girls Team (2017)                   |
| Alessia dal Magro  | 21 août 1998      | Italie        |                                             |
| Elisa Dalla Valle  | 16 janvier 1998   | Italie        |                                             |
| Leonora Geppi      | 9 décembre 1999   | Italie        |                                             |
| Mónika Király      | 10 novembre 1983  | Hongrie       |                                             |
| Greta Marturano    | 14 juin 1998      | Italie        | Still Bike Team A.S. Dilettantistica (2017) |
| Olga Shekel        | 28 mai 1994       | Ukraine       | Bizkaia-Durango (2016)                      |
| Yevheniya Vysotska | 11 décembre 1975  | Ukraine       | Conceria Zabri-Fanini-Guerciotti (2017)     |
|                    |                   |               |                                             |
| Source : UCI       |                   |               |                                             |

### Victoires

#### Sur route
| Victoires | Victoires                       | Victoires | Victoires | Victoires          | Victoires |
| Date      | Course                          | Pays      | Classe    | Vainqueur          |           |
| --------- | ------------------------------- | --------- | --------- | ------------------ | --------- |
| 2 juin    | Horizon Park Race               | Ukraine   | 1.2       | Yevheniya Vysotska |           |
| 23 juin   | Championnat d'Ukraine sur route | Ukraine   | CN        | Olga Shekel        |           |
| 14 oct.   | 5e étape du Tour de Colombie    | Colombie  | 2.2       | Lilibeth Chacón    |           |

### Classement mondial
| Classement UCI | Classement UCI     | Classement UCI | Classement UCI |
| Coureuse       | Coureuse           | Pays           | Points         |
| -------------- | ------------------ | -------------- | -------------- |
| 136e           | Olga Shekel        | Ukraine        | 123 pts        |
| 156e           | Yevheniya Vysotska | Ukraine        | 104 pts        |
| 288e           | Lilibeth Chacón    | Venezuela      | 37 pts         |
| 393e           | Mónika Király      | Hongrie        | 21 pts         |
| 603e           | Greta Marturano    | Italie         | 6 pts          |